# Cho Man-sik
Cho Man-sik, né le 1er février 1883 à Kangso (Pyongan du Sud) et mort probablement en octobre 1950 à Pyongyang, est un militant nationaliste non violent coréen. Il était surnommé le Gandhi coréen.

## Biographie

### Débuts
Cho Man-sik est le fils d'un agriculteur et grandit dans le village pauvre et protestant de Chongju. Élevé dans la tradition du confucianisme, il se convertit au protestantisme. Il étudie le droit à l'université Meiji de Tokyo de 1908 à 1913, et découvre l'activisme non violent de Gandhi. Il enseigne ensuite à l'école chrétienne d'Osan et en devient vite le directeur. Il est cependant forcé de démissionner à la suite de son implication dans la marche pour l'indépendance du 1er mars 1919.
Après l'annexion de la Corée par le Japon en 1910, il s'implique dans le mouvement indépendantiste coréen. Sa participation au soulèvement du 1er Mars 1919 lui vaut d'être arrêté et détenu avec plusieurs milliers d'autres Coréens. En 1922, il crée une société de promotion des produits coréens, visant à assurer l'autosuffisance économique de la Corée, et symbolisant par là même une résistance économique au Japon. Il retaille la tenue traditionnelle des hommes coréens pour la rendre plus fonctionnelle et imprime ses cartes de visite sur du papier produit en Corée. Pendant 1 an, il dirige le journal Chosun Ilbo.
À la fin des années 1930, après l'arrestation de An Chang-ho à Shanghai, Cho Man-sik lui rend régulièrement visite, ceci jusqu'au décès de l'incarcéré.

### Leadership
En août 1945, alors que la défaite des Japonais semble imminente, le gouverneur japonais de Pyongyang lui demande d'organiser le contrôle et d'assurer la stabilité de la Corée. Cho accepte et crée un comité populaire provisoire, composé de nationalistes opposés au communisme. Le 3 novembre 1945, Cho Man-sik crée le Parti démocrate de Corée (Minjudang)
En tant que personnalité la plus populaire de Pyongyang, Cho Man-sik est considéré par les russes comme le leader naturel de la Corée du nord. Cependant, les relations diplomatiques entre les russes et le coréen ne sont pas concluantes, ce dernier étant chrétien et peu enclin à compromettre avec son voisin soviétique sur l'administration de la Corée. Il est perçu comme un "bourgeois nationaliste" qui n'acceptera pas le leadership russe
L'Union soviétique choisit de soutenir un autre leader, Kim Il-sung, qui a servi dans l'Armée rouge pendant dix ans avec le rang de major. À la Conférence de Moscou, en décembre 1945, les ministres des Affaires étrangères des pays vainqueurs de la guerre décident de mettre la Corée sous tutelle internationale pendant cinq ans. Cho refuse cette tutelle, craignant l'influence soviétique. Il est arrêté le 5 janvier 1946 à Pyongyang et détenu à l'hôtel Koryo, officiellement une détention protectrice. En février 1946, sous la pression russe, il est destitué de son poste de président du parti démocrate pour suspicion de collaboration avec la Corée du Sud et les japonais En 1948, il est transféré dans une prison de la ville et ne donne plus de signe de vie. 
Il est exécuté et enterré dans une tombe anonyme au tout début de la guerre de Corée, en octobre 1950. À la suite de son décès, le régime de Kim Il-sung le dépeint comme un opposant qui tenta de renverser le régime alors en place. Il dénonça également le choix pro-américain de Cho Man-sik de ne pas se rallier au bloc soviétique.

## Hommages
A Séoul, le musée Godang Memorial Building est dédié à la vie de Godang Cho Man-sik. En 1976, une statue est érigée en son honneur dans le grand parc pour enfants de Séoul. En 1992, une autre statue de Cho Man-sik est érigée à Paju. En 1996, une bande-dessinée retraçant sa vie est publiée à Los Angeles.

## Prix et récompenses
- Ordre du Mérite de la république de Corée, 1970[3]